# Planinski galeb
Planinski galeb (Chroicocephalus brunnicephalus) je mali galeb koji se gnijezdi na visokim visoravnima središnje Azije od Tadžikistana do Ordosa u Unutrašnjoj Mongoliji. Selica je, zimuje na obalama i velikim kopnenim jezerima Indijskog potkontinenta. Kao što je slučaj s mnogim galebovima, tradicionalno se stavljao u rod Larus.
Ovaj se galeb razmnožava u kolonijama u velikim tršćacima ili močvarama ili na otocima u jezerima, gnijezdeći se na tlu. Kao i većina galebova, zimi je vrlo društven, kako tijekom hranjenja tako iu večernjim skloništima. Nije pelagijska vrsta i rijetko se viđa u moru daleko od obala.
Hrani se odvažno i oportunistički, pa će s jednakim žarom prekapati smeće u gradovima i loviti beskralješnjake na oranicama.
Smeđi galeb je nešto veći od riječnog galeba (Chroicocephalus brunnicephalus). Ljeti odrasla jedinka ima blijedosmeđu glavu, svjetliju od one riječnog galeba, blijedo sivo tijelo i crveni kljun i noge. Crni vrhovi primarnih pera krila imaju uočljiva bijela "ogledala". Podkrilje je sivo s crnim letnim perima. Smeđa kapuljača se gubi zimi, ostavljajući samo tamne okomite pruge.
Ovoj ptici trebaju dvije godine da dostigne zrelost. Ptice prve godine imaju crnu traku na repu, više tamnih područja na krilima i, ljeti, manje homogenu kapuljaču.
Ovo je bučna vrsta, posebno u kolonijama.

## Vanjske poveznice
|  | Zajednički poslužitelj ima stranicu o temi Chroicocephalus brunnicephalus    |
|  | Zajednički poslužitelj ima još gradiva o temi Chroicocephalus brunnicephalus |
|  | Wikivrste imaju podatke o taksonu Chroicocephalus brunnicephalus             |